# Строиманци
Строѝманци (на македонска литературна норма: Строиманци) e село в североизточната част на Северна Македония, част от община Свети Никола.

## История
В началото на XX век Строиманци е българско село в Кратовска каза на Османската империя. През 1900 година според статистиката на Васил Кънчов („Македония. Етнография и статистика“) село Строѝманци брои 190 жители, всички българи християни.
При избухването на Балканската война в 1912 година 5 души от Строиманци са доброволци в Македоно-одринското опълчение. След Междусъюзническата война в 1913 година селото попада в Сърбия.
На етническата си карта от 1927 година Леонард Шулце Йена показва Стройманци (Strojmanci) като село с неясен етнически състав.
В 1994 година селото има 3, а в 2002 година – 8 жители.
Църквата „Възнесение Господне“ е в руинирано състояние.

## Личности
Родени в Строиманци
- Арсен Митев, български революционер, деец на ВМОРО, действал в 1915 година в източната част на Вардарска Македония с чета, вероятно под командването на Иван Бърльо[6]
- Юрдан Илиев (Йордан Илич) (? – преди 1901), български опълченец, зачислен на 29 април 1877 година в VI дружина, II рота. Уволнен на 17 юни 1878 година. След края на войната остава в Княжество България, във Враца, където умира.[7][8]